# Hagnéville-et-Roncourt
Hagnéville-et-Roncourt är en kommun i departementet Vosges i regionen Grand Est (tidigare regionen Lorraine) i nordöstra Frankrike. Kommunen ligger i kantonen Bulgnéville som tillhör arrondissementet Neufchâteau. År 2022 hade Hagnéville-et-Roncourt 81 invånare.

## Befolkningsutveckling
Antalet invånare i kommunen Hagnéville-et-Roncourt
| Referens: INSEE |